# POWERBOMB
有限会社POWERBOMB（パワーボム）とは、神奈川県横浜市鶴見区にあるアクロバット・ダンスを主としたエンターテイメント業務を主業務とする日本の企業である。
元々は男性4名、女性1名のダンスとアクロバットを主に構成されたエンターテイメントチームだったが、2005年（平成17年）に改めて有限会社POWERBOMBを設立し、現在は大道芸、舞台、CMTVなどさまざまな活動を行っている。

## 所属チーム
- 岡政臣（おか まさお、通称Rick）
- 猪原光浩（いのはら のぶひろ、通称INO）

2008年（平成20年）7月 - 10月に帝国劇場にて公演の東宝ミュージカル『ミスサイゴン』に吉丸修一朗と共に出演。
- 楠元 国之（くすもと くにゆき、通称KUNI）

上記3名は両チームに所属。以下はその他のメンバーを記載する。

### POWERBOMB DIVISION
POWERBOMB所属のアクロバットチーム。
メンバー
- 京極尚也（きょうごく なおや、通称Nao）
- 吉丸修一朗（よしまる しゅういちろう、通称SYU）

2008年（平成20年）7月 - 10月に帝国劇場にて公演の東宝ミュージカル『ミスサイゴン』に出演。

### 匠 TAKUMI
POWERBOMB所属のアクションパフォーマンスチーム。
メンバー
- 石田渓（いしだ けい、通称KEI）
- 北川義一（きたがわ よしかず、通称YOSHI）

## 主な出演
- エステー株式会社『冷蔵庫用脱臭剤「脱臭炭」CM“炭人”篇』[4]
- 大道芸ワールドカップin静岡2002,2003,2005,2006,2007,2008,2009,2010[2]
- テレビ朝日『DD-BOYS』 2006年6月27日1:21~放送分 #12「濁ってなんかない！」※吉丸修一朗が主に出演[5]。
- おかあさんといっしょスペシャルステージ (2010年 - 現在)